# 万雅讷河畔布拉尼
万雅讷河畔布拉尼（法語：Blagny-sur-Vingeanne，法語發音：[blaɲi syʁ vɛ̃ʒan]）是法国科多尔省的一个市镇，位于该省东北部，属于第戎区。

## 地理
万雅讷河畔布拉尼（47°26'18"N, 5°22'9"E）面积7.56 平方千米，位于法国勃艮第-弗朗什-孔泰大區科多尔省，该省份为法国中东部省份，北起奥布省，西接涅夫勒省和约讷省，南至索恩-卢瓦尔省，东南接汝拉省，东临上索恩省，东北部与上马恩省接壤。
与万雅讷河畔布拉尼接壤的市镇（或旧市镇、城区）包括：万雅讷河畔博蒙、贝兹河畔米尔博、瓦西伊、万雅讷河畔香槟、贝兹河畔努瓦龙。

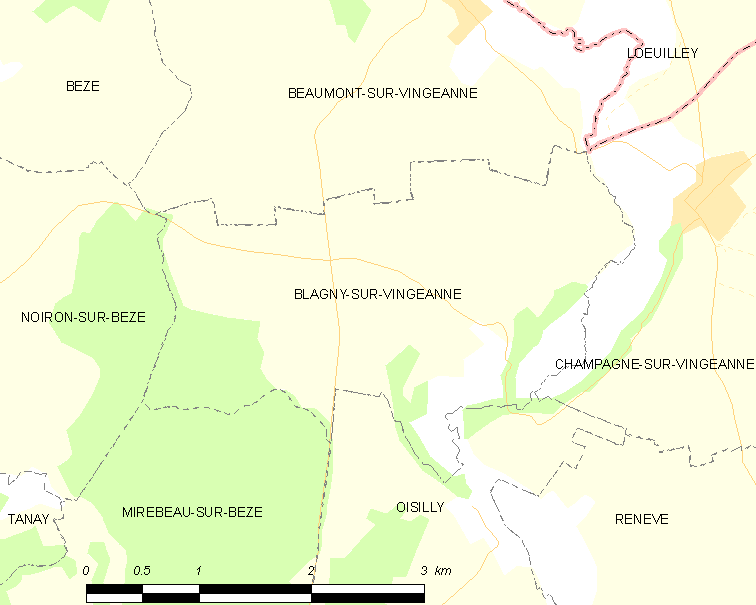
万雅讷河畔布拉尼的OSM定位图

万雅讷河畔布拉尼的时区为UTC+01:00、UTC+02:00（夏令时）。

## 行政
万雅讷河畔布拉尼的邮政编码为21310，INSEE市镇编码为21079。

## 政治
万雅讷河畔布拉尼所属的省级选区为圣阿波利奈尔县。

## 人口

1962-2008年间万雅讷河畔布拉尼人口变化图示

万雅讷河畔布拉尼于2022年1月1日时的人口数量为125人。

## 交通
科多尔省省道D27线和D30B线在境内交汇。